# Aston Martin V8 Vantage GT2
Chronologie des modèles
Aston Martin Vantage AMR
L'Aston Martin V8 Vantage GT2 (par la suite, Aston Martin V8 Vantage GTE) est une automobile de compétition homologuée pour concourir successivement dans les catégories GT2 puis GTE de l'Automobile Club de l'Ouest. Elle est dérivée du modèle de série de l'Aston Martin V8 Vantage d'où elle tire son nom.

## Conception
Comme sur le modèle de série, l'Aston Martin V8 Vantage GT2 a une transmission de type propulsion. En revanche, l'arbre de transmission est en fibre de carbone.

## Histoire en compétition
L'Aston Martin V8 Vantage GT2 fait ses débuts en compétition en 2008 dans le championnat American Le Mans Series, lors de la troisième manche qui a lieu à Long Beach. La première équipe à exploiter l'auto est le Drayson Racing. En Europe, James Watt Automotive est la première équipe à concourir avec cette auto. Elle se classe 7e dans la catégorie GT2 lors des 1 000 kilomètres de Silverstone 2008. 
En 2009, Hexis Racing engage une Aston Martin V8 Vantage GT2 en FIA GT,, alors que le Drayson Racing fait concourir pour la première fois l'Aston Martin aux 24 Heures du Mans. 
Deux ans plus tard, en 2010, le JMW Motorsport s'engage également avec une Aston Martin V8 Vantage GT2 dans le championnat Le Mans Series ainsi qu'aux 24 Heures du Mans. 
Que ce soit en Europe ou aux États-Unis, les Aston Martin V8 vantage GT2 "privées" sont à la peine en performance pure. Il faut attendre les 1 000 kilomètres de Silverstone 2010 pour voir l'Aston Martin de JMW Motorsport obtenir la pole position dans la catégorie GT2. En course, elle obtient une encourageante troisième place.

## Aston Martin V8 Vantage GTE
Pour l'année 2011, les Aston Martin V8 Vantage GT2 subissent quelques modifications réglementaires pour leur permettre de concourir dans la nouvelle catégorie GTE. Diverses améliorations sont apportées, notamment, au moteur, aux suspensions et à la transmission,.
Jota Sport annonce l'engagement d'une Vantage pour les Le Mans Series ainsi que pour les 24 Heures du Mans. Le Gulf Racing Middle East aligne également une Aston Martin V8 Vantage GT2 pour la seconde saison de l'Intercontinental Le Mans Cup en plus des 24 Heures du Mans.

### 2012: Une année d'apprentissage
Après l'échec des Aston Martin AMR-One aux 24 Heures du Mans, Aston Martin Racing préfère se réorienter sur un programme en grand tourisme. Pour la saison 2012, l'équipe de David Richard engage une Aston Martin V8 Vantage GTE dans la catégorie GTE Pro pour la première saison du Championnat du monde d'endurance FIA, elle est confiée à Darren Turner, Stefan Mücke et Adrian Fernandez. Pour les 24 Heures du Mans, une autre Aston Martin V8 Vantage GTE est engagée en GTE Am.

## Résultats aux 24 Heures du Mans
| Année | Écurie              | Type        | Numéro | Catégorie  | Pilotes                                               | Résultats   |
| ----- | ------------------- | ----------- | ------ | ---------- | ----------------------------------------------------- | ----------- |
| 2009  | Drayson Racing      | Vantage GT2 | 87     | LM GT2     | Jonathan Cocker Paul Drayson Marino Franchitti        | Abandon     |
| 2014  | Aston Martin Racing | Vantage GTE | 95     | LM GTE Am  | Kristian Poulsen Nicki Thiim David Heinemeier Hansson | 19e         |
| 2014  | Aston Martin Racing | Vantage GTE | 97     | LM GTE Pro | Darren Turner Stefan Mücke Bruno Senna                | 35e         |
| 2014  | Aston Martin Racing | Vantage GTE | 98     | LM GTE Am  | Paul Dalla Lana Pedro Lamy Christoffer Nygaard        | 26e         |
| 2014  | Aston Martin Racing | Vantage GTE | 99     | LM GTE Pro | Alex MacDowall Fernando Rees Darryl O'Young           | Non-partant |